# Советский район (Брянск)
Советский район — один из административных районов Брянска, его историческое ядро. Население района — 115206 человек (2021), что составляет около четверти населения города.

## История
Считается центральным районом Брянска.
На территории бывшего села Городище, располагавшегося между Бежицей и Брянском, а ныне территориально разделенного между Бежицким и Советским районами Брянска, находится археологический комплекс древнерусского Брянска, датируемый X—XIII веками. Включает в себя городище Чашин курган, укрепленное двумя валами и рвом со стрелки мыса и валом пятиметровой высоты со рвом глубиной 3 метра с напольной стороны, и четыре неукрепленных селища. Комплекс представляет собой остатки (детинец и посад) древнерусского города Брянска (Дъбряньска), существовавшего здесь в домонгольское время и упомянутого в Ипатьевской летописи под 1146 годом.
В XIII веке, в ходе становления самостоятельного Брянского княжества, городская крепость была перенесена на Покровскую гору, вокруг которой и стал развиваться современный Брянск.

## Население
| 1959     | 1970     | 1979     | 1989     | 2002     | 2009     | 2010     | 2012     | 2013     |
| -------- | -------- | -------- | -------- | -------- | -------- | -------- | -------- | -------- |
| 60 242   | ↗87 181  | ↗114 250 | ↗125 846 | ↘117 879 | ↘110 426 | ↗113 328 | ↘112 692 | ↗112 960 |
| 2014     | 2015     | 2016     | 2017     | 2018     | 2019     | 2020     | 2021     |          |
| ↘112 411 | ↗112 870 | ↘111 654 | ↘111 531 | ↘111 420 | ↗112 158 | ↘111 591 | ↗115 206 |          |

## Организации и предприятия
В Советском районе размещаются органы власти Брянска и Брянской области, главпочтамт, главный телеграфно-телефонный узел, центральный универмаг, крупнейший продовольственно-вещевой рынок (Центральный).
Предприятий и заводов в районе сравнительно мало, самым крупным является ЗАО «Брянский арсенал» (бывший завод дорожных машин «Дормаш»), также в Советском районе находятся завод «Кремний», завод «Брянскспиртпром».

## Транспорт
Советский район, благодаря своему центральному положению, связан маршрутами городского транспорта со всеми районами и микрорайонами города. В районе 11 маршрутов троллейбуса, 11 маршрутов автобуса, около 40 — маршрутного такси.
В Советском районе находится центральный городской автовокзал, ряд автотранспортных предприятий, троллейбусное депо № 1 имени Сидорова.
Из-за сильно всхолмлённого рельефа, Советский район — это единственный район города Брянска, где нет железных дорог (кроме подъездного пути завода «Брянский арсенал»). Около 1930 года в районе нынешней Набережной, на левом берегу Десны, была построена станция Брянск-Город, однако с постройкой (около 1960 года) железобетонного Октябрьского моста и открытием регулярного автобусного, а вскоре и троллейбусного сообщения с вокзалом Брянск-I, потребность в этой станции исчезла, и она была закрыта (ныне линия Брянск-I—Брянск-Город полностью демонтирована).

## Улицы, проспекты, площади
Основные транспортные магистрали района: проспект Ленина, проспект Станке Димитрова, улицы Фокина, Калинина, Красноармейская, Урицкого, Дуки, Крахмалёва, Бежицкая, Брянского Фронта.
Пересечение проспекта Ленина и бульвара Гагарина — площадь Ленина, поблизости также находится площадь Карла Маркса. В этом районе сосредоточены административные здания как города, так и области.

## Достопримечательности
В Советском районе находятся несколько театров, цирк, центральный брянский стадион «Динамо», парк-музей им. А. К. Толстого, парк имени 1000-летия Брянска, центральные гостиницы — «Брянск», «Десна», «Центральная», несколько музеев, областная библиотека, типография, большое количество различных магазинов и развлекательных заведений.